# سنقر (زنجان)
سنقر  یک منطقهٔ مسکونی در ایران است که در دهستان بوغداکندی در بخش مرکزی شهرستان زنجان واقع شده‌است.
 سنقر  ۱۷۵ نفر جمعیت دارد.
اگردربهارمخصوصااردیبهشت به این منطقه سفرکنیدمیبیندکه مانندسواحل خزری سرسبزوچشم نوازاست.جمعیت این روستادرطی سال های اخیربخاطرکوچ اهالی به شهرزنجان،تهران،کرج و...بسیارکم شده است اصلی ترین دلیلش هم نبودراه آسفالت وخاکی بودن راه است البته مهاجرت معکوس کم کم اتفاق می افتدوساکنین که درشهرهازندگی می کرده انددوباره بازگشته اندوخانه وویلابرای خودبناکرده اند. امافقط زمانی که بارندگی نباشددرروستاساکن میشوندودرفصول سردمانندپاییزوزمستان دوباره به شهرهابرمی گردند. گفتنی است که روشتای سنقرازامکانات گاز،برق وآب لوله کشی بهره منداست.البته کسانی هم هستندکه قصدسرمایه گذاری واشتغال زایی دارند بخاطرراه نامناسب منصرف می شوند